# Dicranomyia semicuneata
Dicranomyia semicuneata är en tvåvingeart som beskrevs av Alexander 1924. Dicranomyia semicuneata ingår i släktet Dicranomyia och familjen småharkrankar. Inga underarter finns listade i Catalogue of Life.